# Yvette Rachel Kalieu Elongo
 (avril 2025).
Motif : pas se sources secondaires centrées
- Archive Wikiwix
- Bing
- Cairn
- DuckDuckGo
- E. Universalis
- Gallica
- Google
- G. Books
- G. News
- G. Scholar
- Persée
- Qwant
- (zh) Baidu
- (ru) Yandex
- (wd) trouver des œuvres sur Wikidata

| 1. | Préciser le motif de la pose du bandeau. | Précisez le motif de la pose du bandeau en utilisant la syntaxe suivante : {{admissibilité à vérifier\|date=juillet 2025\|motif=remplacez ce texte par le motif}}                                |
| 2. | Informer les utilisateurs concernés.     | Pensez à avertir le créateur de l'article, par exemple, en insérant le code ci-dessous sur sa page de discussion : {{subst:avertissement admissibilité à vérifier\|Yvette Rachel Kalieu Elongo}} |

Yvette Rachel Kalieu Elongo, née 13 février 1968 à Douala, capitale économique du Cameroun est vice-doyenne chargée de la programmation et du suivi des activités académiques en faculté de la science juridique et politique (FSJP) à l’université de Dschang et également professeure titulaire des universités.

## Biographie

### Enfance, étude et débuts
Yvette Rachel Kalieu Elongo  naît le 13 février 1968 à Douala. Elle obtient son baccalauréat au collège Chevreuil de Douala en 1986. En septembre 1989, elle obtient sa licence en droit privé à l’université de Yaoundé. En 1990, elle obtient sa maîtrise en droit des affaires dans la même université ainsi que son Diplôme d’études approfondies (DEA) en droit privé. Diplômée de l’académie camerounaise de leadership en 2014, elle est titulaire d’un master de sociologie spécialité « Population et Développement » avec pour sujet de recherche « Délinquants jeunes en milieu carcéral au Cameroun : entre exclusion et réinsertion sociale ». Elle rédige par ailleurs une thèse de doctorat PhD de sociologie dont le thème est « rapports sociaux de sexe et recours aux soins en matière de santé de reproduction au Cameroun ». Après Yaoundé, elle se rend en France pour suivre des cours à l’université de Montpellier I. Elle y rédige un nouveau mémoire de DEA dans la spécialité « Droit de la concurrence et de la consommation » et elle soutient en 1993. Son mémoire est intitulé : « Le consommateur non contractant ». Avec le professeur Jean Calais-Auloy comme directeur de thèse, elle présente dans cette université sa thèse de doctorat en droit privé et sciences criminelles le 28 octobre 1995 sous le thème : « Les garanties conventionnelles du fournisseur de crédit en droit camerounais ». La professeure Yvette Rachel Kalieu Elongo est vice-doyenne chargée de la programmation et du suivi des activités académiques en faculté de la science juridique et politique (FSJP) à l’université de Dschang. Elle est également professeure agrégée des universités de droit,.

### Carrière
Yvette Rachel Kalieu Elongo  revient au Cameroun et, en juillet 1996, elle est recrutée à l’université de Dschang en tant qu’assistante au sein de la faculté des sciences juridiques et politiques. En mai 1998, elle devient chargée de cours. En 2003, elle est reçue, à Ouagadougou, au concours d’agrégation du conseil Africain et Malgache pour l’enseignement supérieur (CAMES), dans la spécialité « Droit privé et sciences criminelles ». Elle devient maître de conférences en 2004. Après dix années de recherche à ce poste, elle devient professeure titulaire des universités, à l’issue des sessions de décembre 2014 du comité consultatif des institutions universitaires du Cameroun (CCIU).
En parallèle de ses fonctions universitaires, elle est formatrice permanente au sein de l'organisation pour l'harmonisation en Afrique du droit des affaires (OHADA), à l'école régionale supérieure de la magistrature à Porto-Novo, Bénin. Elle est également experte-formatrice auprès du PAJ (Programme d’appui au secteur de la justice) de l’Union Européenne. De mars à avril 2013, à Yaoundé, elle forme la 19e promotion des agents d’encadrement supérieur de la Banque des États de l’Afrique centrale (BEAC) sur le sujet : « Les sûretés en droit OHADA ». Elle a aussi été à l’Union européenne et à l’Agence universitaire de la Francophonie pour divers projets. Elle a encadré une quarantaine de travaux de Masters et six thèses de doctorat à l’université de Dschang et dans d’autres universités,.

## Ouvrages
- Yvette Kalieu, Le droit des procédures collectives de l'OHADA : à jour de la réforme du 24 décembre 2015, Presses universitaires d'Afrique, 2016, 214 p. (ISBN 978-9956-444-96-0).
- Droit et pratique des sûretés réelles OHADA, Presses universitaires d'Afrique, 2010, 240 p. (ISBN 978-9956-444-61-8, lire en ligne).
- avec Paul Gérard Pougoué (préf. Abdou Diouf), Introduction critique à l'Organisation pour l'harmonisation en Afrique du droit des affaires, Presses Universitaires d'Afrique, 2008 (ISBN 978-9956-444-48-9, 978-99919-63-39-6 et 978-2-84770-165-4).
- Les sûretés personnelles dans l’espace OHADA, Presses universitaires d'Afrique, 2007, 92 p. (lire en ligne).
- avec Paul-Gérard Pougoué, L'organisation des procédures collectives d'apurement du passif OHADA, Presses universitaires d'Afrique, coll. « Droit uniforme », 1999, 232 p. (ISBN 978-2-912086-14-3, lire en ligne).

## Vie privée
Yvette Rachel Kalieu Elongo est mariée, mère de 4 enfants et élève 8 enfants.